# Massow (Halbe)
Massow ist ein bewohnter Gemeindeteil von Freidorf, einem Ortsteil der Gemeinde Halbe im Landkreis Dahme-Spreewald in Brandenburg.

## Lage
Massow liegt im äußersten Südwesten der Gemarkung und damit südwestlich des Gemeindezentrums. Es grenzt im Westen an Dornswalde, einem Ortsteil der Stadt Baruth/Mark und im Süden an Staakow, einem Ortsteil der Gemeinde Rietzneuendorf-Staakow. Nordwestlich grenzt das FFH-Gebiet Massower Heide an die Wohnbebauung. Östlich führt die Bundesautobahn 13 in Nord-Süd-Richtung mit der in der Nähe gelegene Anschlussstelle Baruth/Mark am Wohnplatz vorbei.

## Geschichte

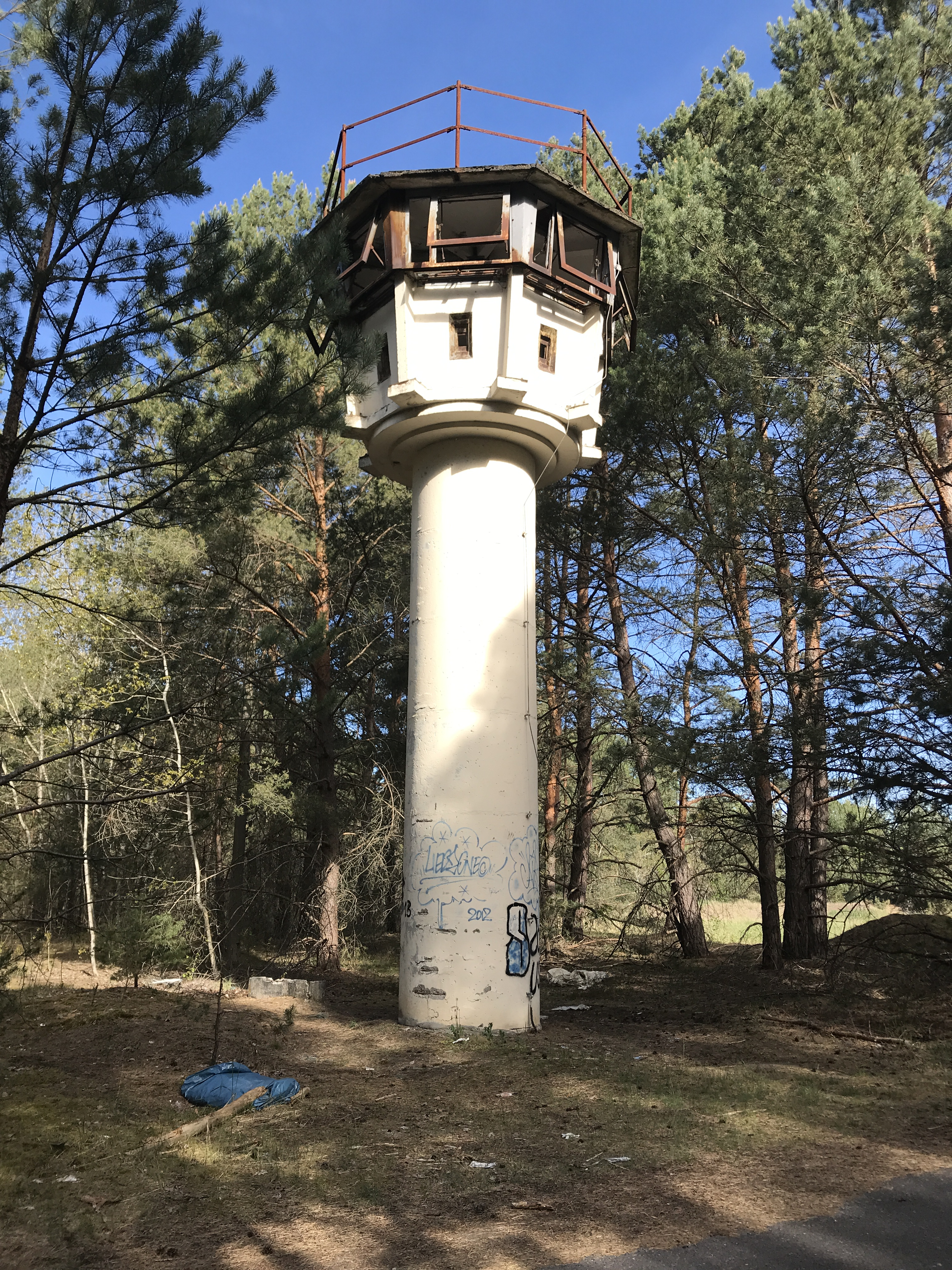
Ehemaliger Postenturm

Der Ort wurde erstmals 1847 als Forsthaus Massow in einem Amtsblatt der Regierung Potsdam urkundlich erwähnt. Es handelte sich dabei um ein Försterdienstetablissement im Königlichen Forstrevier Hammer und entstand am Schnittpunkt der beiden Wege von Baruth-Buchholz und Neuendorf-Staakow. 1858 lebten acht Menschen im Ort. 1860 erschien es erneut als Schutzbezirk und Forsthaus, zum Forstrevier Hammer gehörig. Es bestand zu dieser Zeit aus einem Wohn- und zwei Wirtschaftsgebäuden. 1874 wurde Massow dem Gutsbezirk Semmelei zugewiesen.
1925 lebten sechs Personen im Ort. 1929 wurde die Försterei Massow mit etwa 208 Hektar des Gutsbezirks Semmelei in die Gemeinde Tornow eingemeindet und war ab 1932 ein Wohnplatz von Tornow.
In der Zeit der DDR wurde das Gelände vom 1954 gegründeten Wachregiment „Feliks Dzierzynski“ Kommando 3 genutzt, das unter anderem den Bau der Berliner Mauer überwachte. Das VEB Wohnungsbaukombinat Potsdam errichtete einen „Truppenübungsplatz Teupitz“ mit zahlreichen Schießplätzen und einer umgebenden Infrastruktur, darunter ein Kultur- und Veranstaltungshaus, eine Poliklinik, eine Verkaufsstelle sowie ein Speisesaal und eine Kasernenküche. Dort wurde das Wachpersonal für die Funkobjekte in Zeesen, Wernsdorf und Gosen stationiert. Außerdem befand sich dort das Wachpersonal für den Außenring des Stasi-Gefängnisses in Hohenschönhausen. Neben einheimischen Einheiten trainierten hier auch Offiziere des damaligen irakischen Staatschefs Saddam Hussein. Weiterhin erhielten Kader der PLO dort Schulungen. Am Rand des Geländes gab es einen Bunker für die DDR-Führung. Für Alexander Fröhlich von den Potsdamer Neueste Nachrichten war der Massow „einer der wichtigsten Standorte des Wachregiments Feliks Dzierzynski“. Laut einer dpa-Meldung war es mit 49 Quadratkilometern das „größte Areal, welches das Stasi-Ministerium für sein Wachregiment in Beschlag nahm“.
Das Regiment wurde nach der Wende aufgelöst. Nach dem Ende der militärischen Nutzung wurde ein Großteil der Fläche zum FFH-Schutzgebiet erklärt. Die durch die Nutzung entstandenen Heideflächen sowie andere Offenlebensräume sollen so für bedrohte Tier- und Pflanzenarten erhalten bleiben. Teile des bebauten Geländes wurde auf Grund der Nähe zur A 13 als Rasthof mit Hotel genutzt. Nach einer zwischenzeitlichen Nutzung bis 2012 als Rehaklinik diente es als Hotel, das sich unter anderem an Besucher des Freizeitparks Tropical Islands richtete. In dieser Zeit kam es zu einem Eklat, als ehemalige Soldaten des Wachregiments einen Findling mit der Inschrift „Wachregiment F. E. Dzierzynski 1960–1990“ neben dem Eingang des Hotels aufstellten. Nach Protesten aus der Bevölkerung wurde der Stein nach wenigen Tagen entfernt. Der damalige Leiter der Gedenkstätte in Hohenschönhausen, Hubertus Knabe, stellte Strafanzeige gegen unbekannt.
Seit 2015 wurde die ehemalige Klinik als Unterkunft für Flüchtlinge genutzt. Ende Februar 2015 wurden rund fünf Hektar überalterte Heidebestände kontrolliert abgebrannt und seit dieser Zeit mit Hilfe der Schafbeweidung der Agrargenossenschaft Löpten-Briesen freigehalten.

## Sehenswürdigkeiten
- FFH-Gebiet Massower Heide, ein rund 441 Hektar großes Schutzgebiet mit offenen Binnendünen von bis zu 600 Metern Länge und Lebensraum gefährdeter Tierarten wie dem Ziegenmelker[7]